# Boško Gjurovski
Boško Gjurovski (Macedonisch: Бошко Ѓуровски, Servisch: Бошко Ђуровски/Boško Đurovski) (Tetovo, 28 december 1961) is een Macedonisch voormalig voetballer die als middenvelder speelde.

## Clubcarrière
Gjurovski begon zijn carrière in 1978 bij Rode Ster Belgrado. In 11 jaar speelde hij er 238 competitiewedstrijden. Met deze club werd hij in 1979/80, 1980/81, 1983/84 en 1987/88 kampioen van Joegoslavië. Hij tekende in 1989 bij Servette FC Genève. In 6 jaar speelde hij er 163 competitiewedstrijden. Met deze club werd hij in 1993/94 kampioen van Zwitserland. Gjurovski beëindigde zijn spelersloopbaan in 1995.

## Interlandcarrière
Gjurovski debuteerde in 1982 in het Joegoslavisch nationaal elftal en speelde 4 interlands. In 1994 en 1995 speelde hij nog 7 interlands voor het onafhankelijke Macedonië.